# Chanceaux
Chanceaux ist eine französische Gemeinde mit 206 Einwohnern (Stand: 1. Januar 2022) im Département Côte-d’Or in der Region Bourgogne-Franche-Comté. Sie gehört zum Arrondissement Dijon und zum Kanton Is-sur-Tille. Die Einwohner werden Cancellois genannt.

## Geographie
Chanceaux liegt etwa 32 Kilometer nordwestlich von Dijon an der Seine und wird umgeben von Billy-lès-Chanceaux im Norden, Poiseul-la-Grange im Nordosten, Lamargelle im Osten und Nordosten, Pellerey im Osten, Poncey-sur-l’Ignon im Süden, Source-Seine im Südwesten sowie Frôlois im Westen.

## Bevölkerungsentwicklung
| Jahr                       | 1962 | 1968 | 1975 | 1982 | 1990 | 1999 | 2006 | 2013 | 2019 |
| Einwohner                  | 270  | 265  | 232  | 219  | 219  | 208  | 194  | 231  | 213  |
| Quellen: Cassini und INSEE |      |      |      |      |      |      |      |      |      |